# GNU General Public License
GNU General Public License (на български превеждан като „Общ публичен лиценз на GNU“, е лиценз, издаден от Фондацията за свободен софтуер, с цел той да бъде използван за лицензирането на софтуер като „свободен“.

## Свободи
GPL гарантира на потребителите на компютърни програми следните права (още наричани „свободи“):
- Свободата да ползват програмата за каквато и да е цел;
- Свободата да изучават как работи програмата и да я променят (достъпът до изходния код е необходима предпоставка за това);
- Свободата да разпространяват копия;
- Свободата да подобряват програмата и да дават на обществото достъп до подобренията (достъпът до изходния код е необходима предпоставка за това).

Именно тези „свободи“ отличават GPL от лицензните договори на собственическия софтуер, които рядко гарантират на крайните потребители някакви други права, освен възможността да ползват програмния продукт (макар да е спорно дали на човек изобщо му трябва лиценз за това), и дори понякога ограничават дейности, които нормално са позволени от закона, като например обратното инженерство.
От друга страна, GPL се отличава и от някои още по-необвързващи договори, като лиценза на BSD. Главната разлика между тях се корени във факта, че GPL се опитва да гарантира запазването на гореспоменатите „свободи“ и в копията и продуктите, производни на оригиналния. Това се постига чрез механизма copyleft, измислен от Ричард Столман, който изисква програмите, произтичащи от GPL софтуер, също да бъдат лицензирани под GPL. Противно на това, договорите в стил BSD позволяват производните продукти да бъдат разпространявани под друг лиценз, включително и като собственически софтуер.
Според някои проучвания GPL е най-популярният договор за свободен софтуер и за софтуер с отворен код. През април 2004 г. 75% от общо 23479-те софтуерни проекта, записани във Freshmeat, както и 68% от проектите в SourceForge, са били лицензирани под GPL.
Много значими свободни продукти са лицензирани под GPL включително ядрото „Линукс“ и основният компилатор за Линукс GNU Compiler Collection (GCC). Други свободни продукти са лицензирани под повече от един лиценз като единия е GPL.

## История
GPL е разработен от Ричард Столман през 1989 г. за програмите създадени като част от проекта ГНУ. Първоначалният вариант на GPL е базиран на унифициране на подобни лицензи използвани за ранните версии на GNU Emacs, GNU Debugger и GCC.
 Тези лицензи съдържат клаузи подобни на съвременния GPL, но са специфични за всяка от програмите и поради това несъвместими.  Столман си поставя за цел да създаде лиценз, който да може да се използва за всеки продукт като по този начин различни проекти могат да споделят изходен код.
Някои специалисти смятат, че силната copyleft клауза на GPL е от съществено значение за успеха на Линукс. Тази клауза дава на програмистите, които допринасят към проекта гаранции, че от тяхната работа ще може да се възползва целият свят и също така, че ще остане свободен софтуер и няма да бъде експлоатирана от софтуерни компании, които не споделят нищо с обществото в замяна.
Версия 2 на лиценза е обявена през 1991.
Версия 3 е официално обявена на 29 юни 2007 г.

## Известни програми и библиотеки, ползващи лиценза
- Ядрото Линукс и всичките базирани на него свободни операционни системи
- WordPress – свободна система за управление на съдържание, стояща зад почти 40% от интернет сайтовете
- Trisquel – напълно свободна ГНУ/Линукс-базирана операционна система
- УСУ – свободна ГНУ/Линукс дистрибуция (операционна система) за българи
- Parabola – свободна GNU/Linux базирана операционна система
- LibreOffice – свободна офис-програма (текстообработка, таблици, презентации...)
- Firefox – свободен браузър за ползване на интернет
- Thunderbird – свободен клиент за електронна поща
- Pidgin – свободен клиент за обмен на моментни съобщения
- GIMP – свободен софтуер за създаване и редактиране на изображения
- Inkscape – свободен софтуер за векторни (уголемяеми) SVG изображения
- Blender – свободен софтуер за компютърна анимация
- Tor – свободен софтуер за анонимен достъп до интернет
- Pretty Good Privacy – свободен софтуер за шифроване на съдържание